# Shine (album)
Shine är Seattlebandet Mother Love Bones debut-EP. Stora delar av EP:n finns med på kompilationen Stardog Champion men är ändå väldigt eftertraktad bland samlare och det finns få exemplar.

## Låtlista
1. "Thru Fadeaway" (Wood/Gossard/Mother Love Bone) - 3:40
2. "Mindshaker Meltdown" (Wood/Gossard/Mother Love Bone) - 3:47
3. "Half Ass Monkey Boy" (Wood/Mother Love Bone) - 3:18
4. "Chloe Dancer / Crown of Thorns" (Wood/Mother Love Bone) - 8:20
5. "Capricorn Sister" (Wood/Gossard/Mother Love Bone) - 3:54*
6. "Zanzibar" (Wood/Mother Love Bone) - 2:04*

- "Capricorn Sister" finns bara med på cd-versionen.
- "Zanzibar" står inte med på låtlistan utan är en gömd låt som finns efter "Capricorn Sister"